# Talviksvallmo
Talviksvallmo (Papaver lapponicum) är en vallmoväxtart som först beskrevs av Alexandr Innokentevich Tolmatchew, och fick sitt nu gällande namn av Rolf Nordhagen. Enligt Catalogue of Life ingår Talviksvallmo i släktet vallmor och familjen vallmoväxter, men enligt Dyntaxa är tillhörigheten istället släktet vallmor och familjen vallmoväxter. Arten har ej påträffats i Sverige.

## Underarter
Arten delas in i följande underarter:
- P. l. jugoricum
- P. l. kvaenangense
- P. l. lapponicum
- P. l. orientale

## Bildgalleri

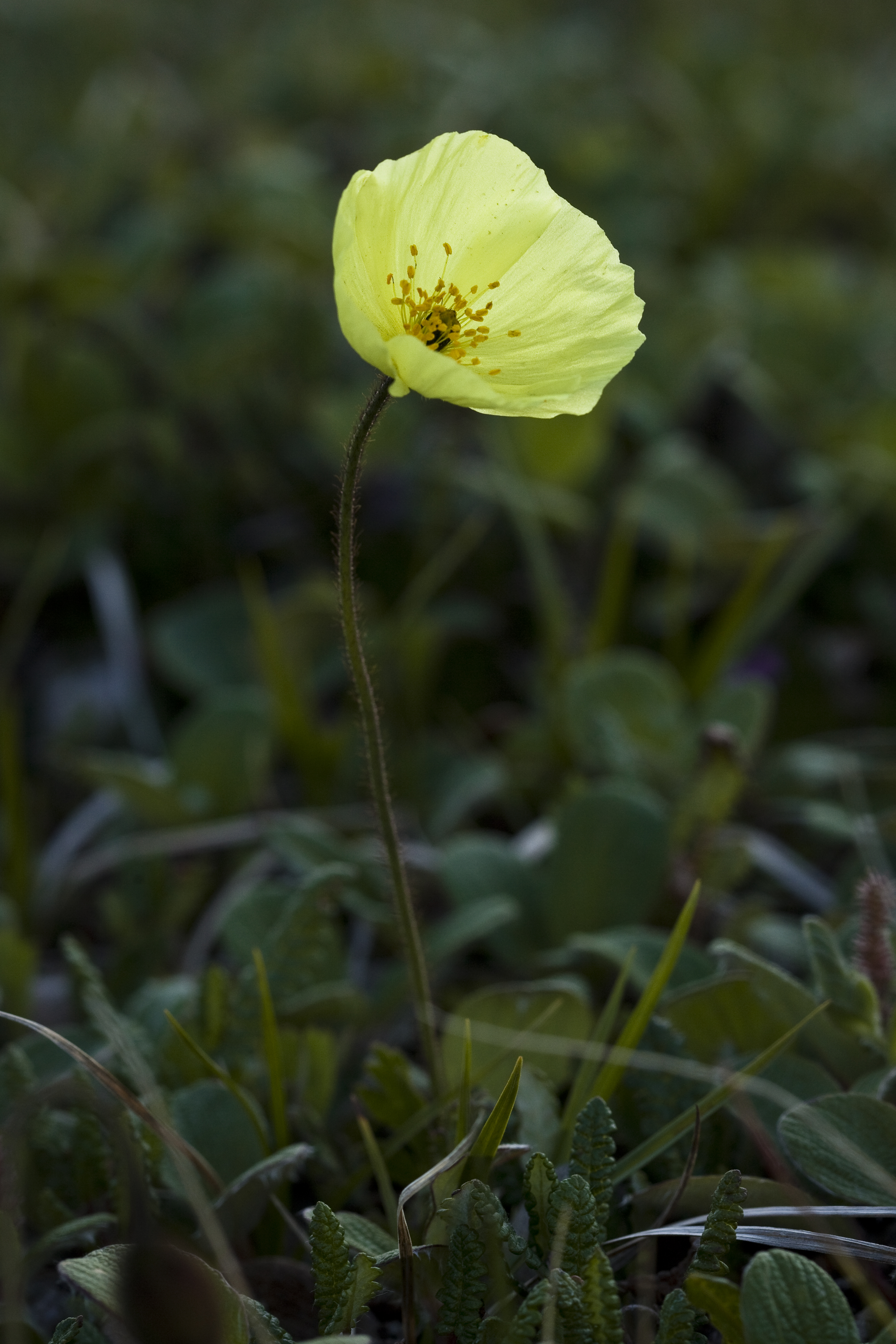
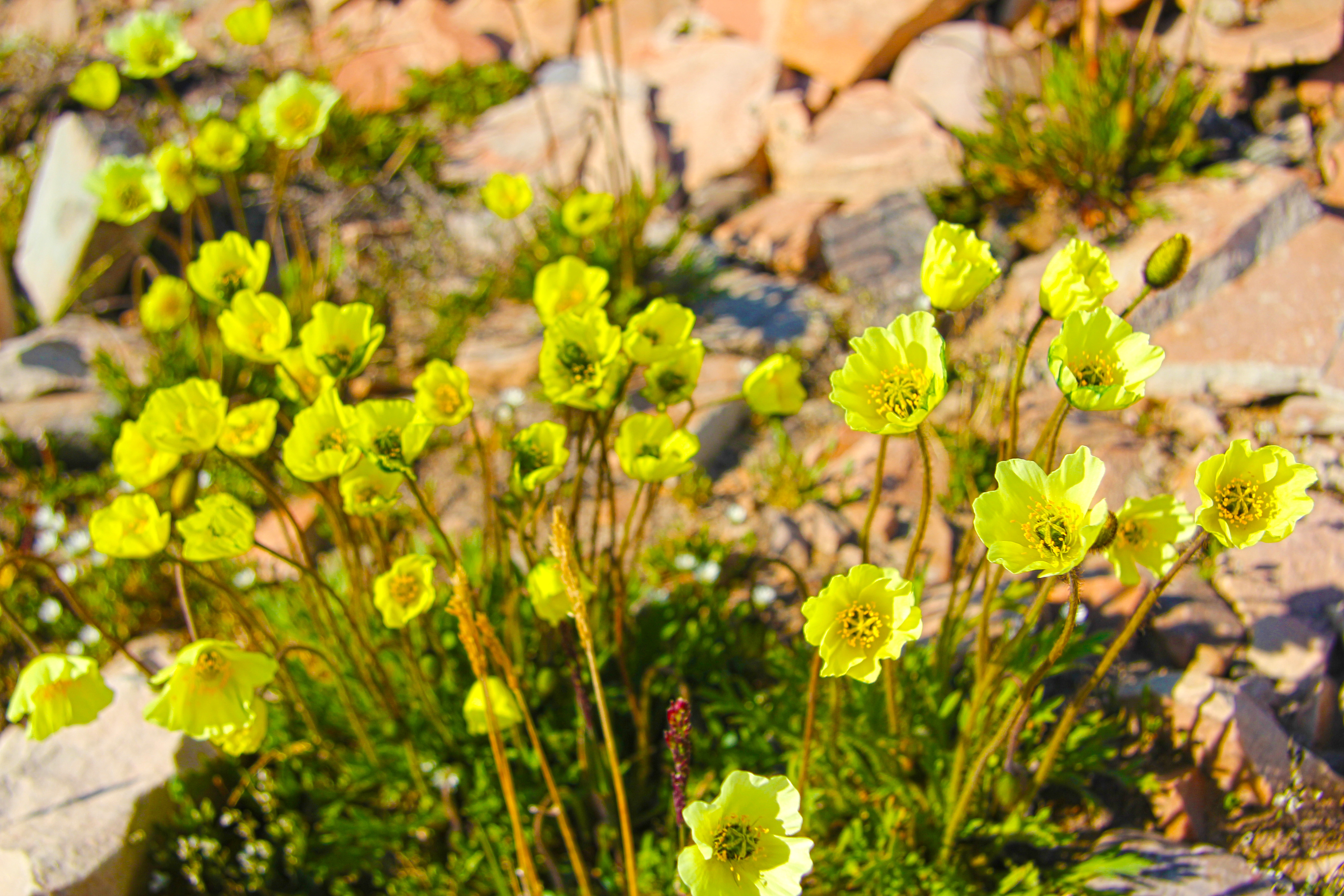